# Belagerung von Dünkirchen (1944–1945)

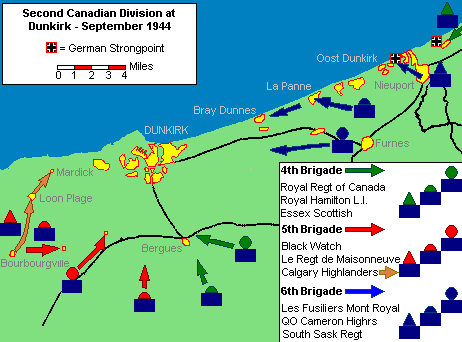
Dünkirchen (September 1944)

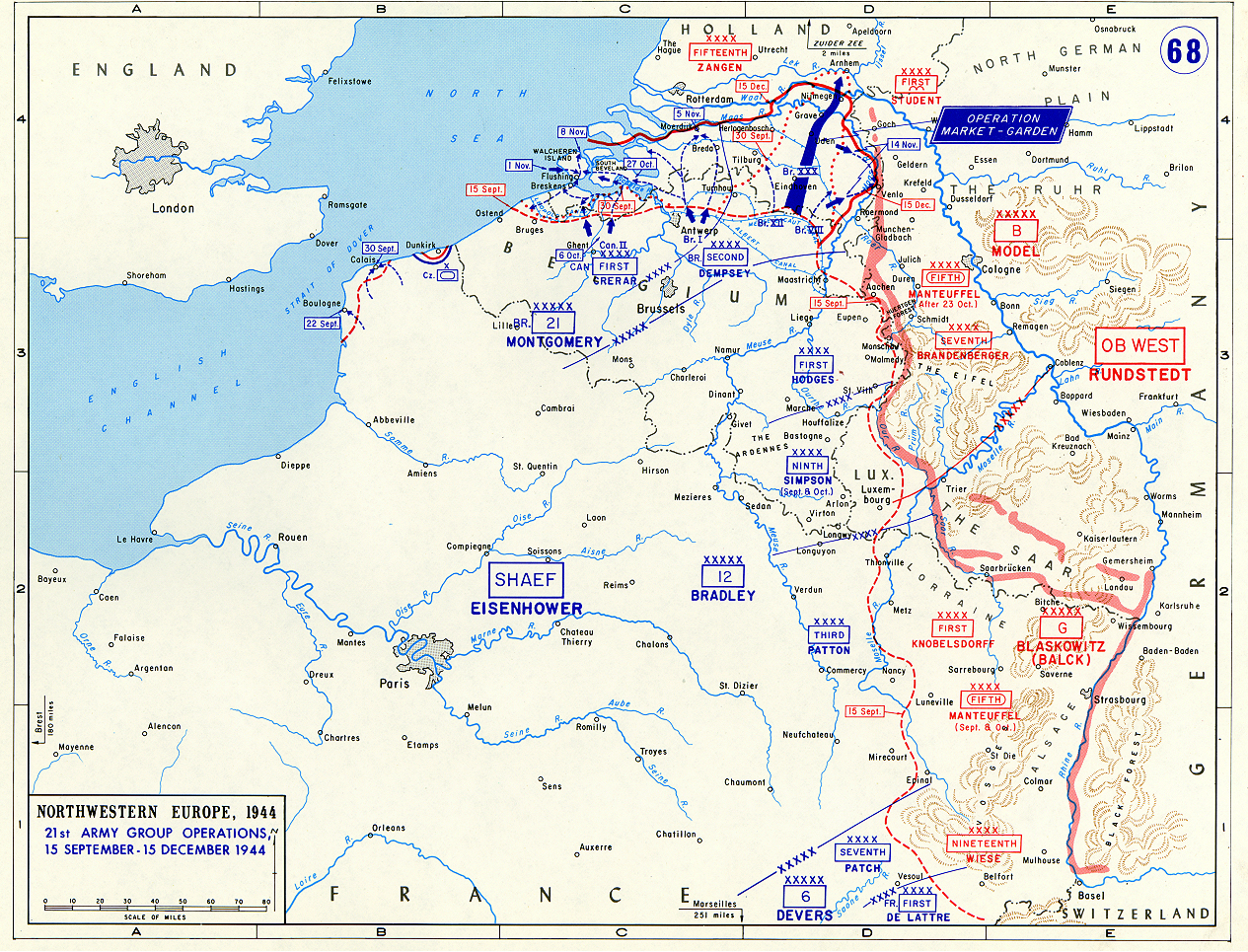
Verlauf der Westfront (Herbst 1944)

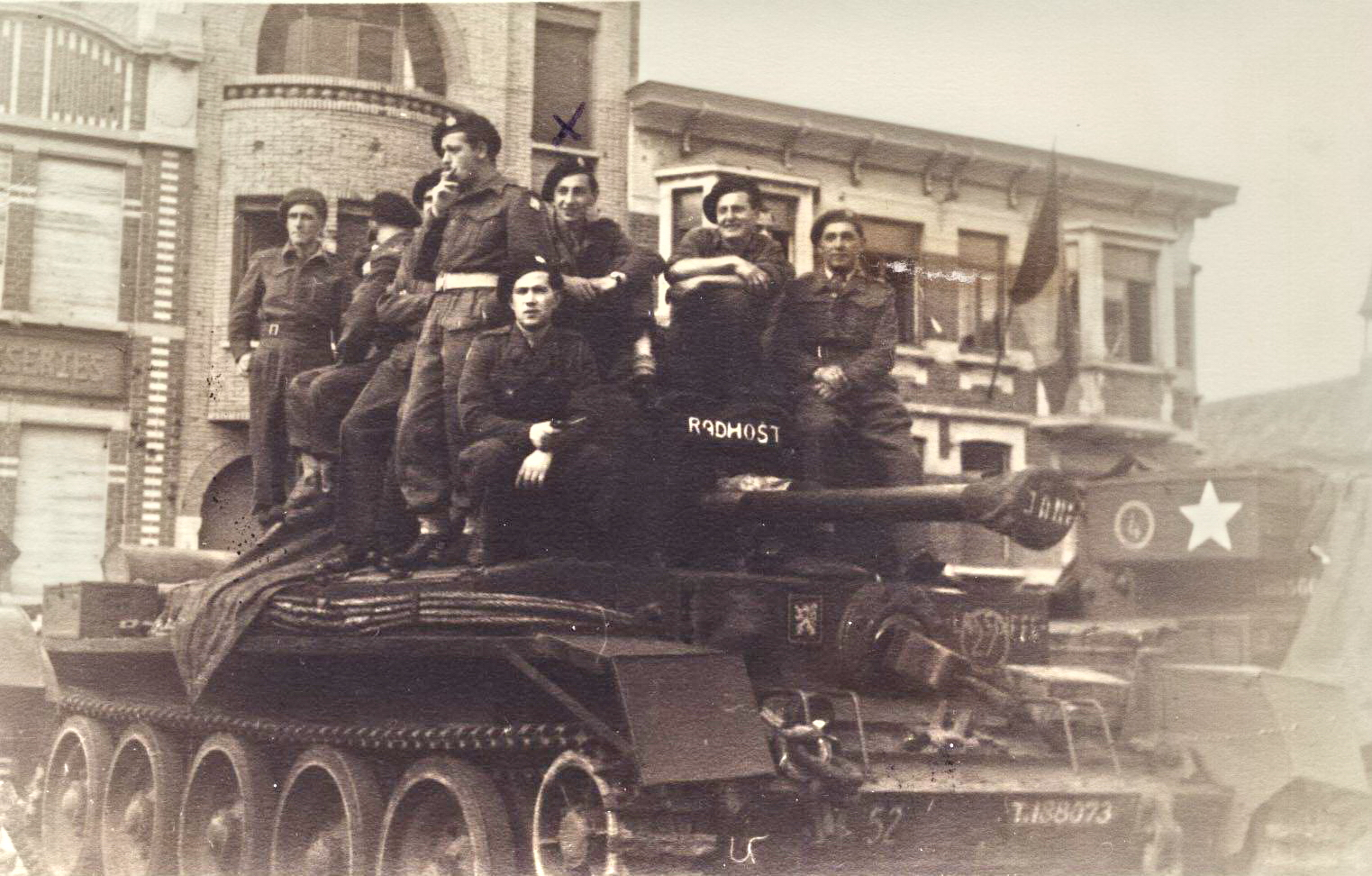
Alliierte Soldaten in De Panne bei Dünkirchen nach der deutschen Kapitulation

Die Belagerung von Dünkirchen im Zweiten Weltkrieg, ab Oktober 1944, durch kanadische und tschechoslowakische Truppen, war für die Alliierten kein vorrangiges Ziel, nachdem Ostende erobert und der dortige Hafen ab Ende September 1944 für Nachschubzwecke in Betrieb genommen war.
Während eines Waffenstillstands vom 3. bis zum 6. Oktober 1944, auf Initiative des Französischen Roten Kreuzes, wurden 17.500 französische Zivilisten sowie alliierte und deutsche Verwundete aus Dünkirchen evakuiert.
Die deutschen Einheiten unter Vizeadmiral Friedrich Frisius ergaben sich Brigadegeneral Alois Liška, Kommandeur der tschechoslowakischen Brigade, einen Tag nach der Kapitulation des deutschen Reiches am 9. Mai 1945 ohne weitere Bedingungen.